# Massimo Rivola
Massimo Rivola (Faença, 7 de dezembro de 1971) é um gerente esportivo italiano que atualmente ocupa cargo de diretor esportivo da Aprilia na MotoGP.

## Carreira
Depois de se formar em 1996 em economia e comércio na Universidade de Bolonha, em 1998 iniciou sua carreira na Fórmula 1 no escritório de marketing da Minardi. Em 2000, tornando-se gerente de patrocinador do time de Faença, e dois anos depois foi nomeado gerente de marketing.
Em 2003, novamente na Minardi, foi nomeado vice-gerente de equipe e, dois anos depois, tornou-se diretor esportivo e gerente de equipe, trabalhando com pilotos como Marc Gené, Fernando Alonso, Mark Webber, Jos Verstappen, Justin Wilson e muitos outros.
Após a aquisição da Minardi pela Red Bull e subsequente renomeação para Scuderia Toro Rosso, ele permaneceu em Faença como gerente de equipe de 2006 a 2008.
Em 2009, Stefano Domenicali o chamou para trabalhar na Scuderia Ferrari como seu diretor esportivo, função anteriormente desempenhada pelo próprio Domenicali. Trabalhando entre outros com pilotos como [[Felipe Massa, Kimi Raikkonen, Fernando Alonso e Sebastian Vettel; novamente com a equipe de Maranello, em 2016, tornou-se diretor da Ferrari Driver Academy, contribuindo para lançar o promissor Charles Leclerc nas principais categorias de corrida.
Depois de dez anos em Maranello, em 2019 ele deixou a Ferrari e a Fórmula 1 para se transferir para o mundial de motociclismo, como diretor-executivo da equipe da Aprilia na MotoGP.